# Ellis, Beggs & Howard
Gli Ellis, Beggs & Howard sono stati un gruppo musicale pop britannico fondato nel 1987 a Londra dal cantante Austin Howard, dal tastierista Simon Peter Ellis e dal bassista Nick Beggs (già membro dei Kajagoogoo, nato il 15 dicembre 1961 a Winslow).

## Storia del gruppo
Originariamente Simon Ellis ambiva a diventare un calciatore professionista , ma finì per studiare grafica.
Nick Beggs fu dapprima bassista ed in seguito all'uscita di Limahl dal gruppo diventò anche il cantante dei Kajagoogoo fino al 1985.
Austin Howard, che fu anche un modello e corista, nel 1983 lavorò con la cantante Yasmin Evans e con Suzette Smithson, formando un trio chiamato The Biz, divenuto famoso grazie alla canzone "We're gonna groove tonight", che all'epoca fu un discreto successo.
I cognomi dei tre protagonisti formarono il nome della band: Ellis, Beggs & Howard.
Nel Giugno 1988 pubblicarono il loro primo singolo "Big Bubbles", mentre "No Troubles" riscosse un notevole successo in molti paesi europei, raggiungendo le prime venti posizioni in Germania, Austria e Svizzera. Il successivo singolo "Where did Tomorrow Go?" e l'album Homelands ottennero un discreto successo in Germania alla fine dell'anno. In seguito, l'interesse per il gruppo diminuì e alla fine si verificò una rottura nel 1989.

## Discografia
Posizionamenti grafici 
Spiegazione dei dati
Album
Homelands
```
	
Germania
	64	
5 dicembre
 
1988
	(2 settimane)	
```

Singoli
Big Bubbles, No troubles
```
	
Germania
	16	
26 settembre
 
1988
	(14 settimane)	
	
Austria
	20	
1º dicembre
 
1988
	(4 settimane)	
	
Cecoslovacchia
	18	
12 aprile
 
1988
	(7 settimane)	
	
Regno Unito
	41	
2 luglio
 
1988
	(8 settimane)	
```

Bad times
```
	
Regno Unito
	98	
3 settembre
 
1988
	(1 settimana)	
```

Where did tomorrow go?
```
	
Germania
	55	
12 dicembre
 
1988
	(8 settimane)	
```

### Album
1988: Homelands
2005: The Lost Years

### Singoli
1988: Big Bubbles, No Troubles
1988: Bad Times
1988: Where did tomorrow go?